# Маркиз де Аямонте
Маркиз де Аямонте — испанский дворянский титул. Он был создан в 1521 году королем Испании Карлом I для Франсиско де Суньиги Переса де Гусмана (ок. 1460—1525). Франсиско был вторым сыном Педро де Суньиги и Манрике де Лара, 9-го сеньора де Хибралеон, 2-го графа де Баньярес и 1-го графа де Аямонте, и Терезы Перес де Гусман и Гусман, 4-й сеньоры де Аямонте.
Название маркизата происходит от названия муниципалитета Аямонте, провинция Уэльва, автономное сообщество Андалусия.
Сеньория де Аямонте, Лепе и Ла-Редондела первоначально принадлежала дворянскому дому Медина-Сидония. Во время правления короля Кастилии Санчо IV виллы Аямонте, Лепе и Ла-Редондела были куплены Алонсо Пересом де Гусманом эль-Буэно (1256—1309).

## Сеньория де Аямонте, Лепе и Ла-Редондела
- Хуан Алонсо Перес де Гусман (20 декабря 1342 — 5 октября 1396), 1-й сеньор де Аямонте, Лепе и Ла-Редондела, 4-й сеньор де Санлукар и 1-й граф де Ньебла, сын Хуана Алонсо Переса де Гусмана-и-Коронеля (1285—1351), 2-го сеньора де Санлукар-де-Баррамеда (1309—1351), и его второй жены Урраки Осорио, дочери Альваро Нуньеса Осорио (ум. 1329), сеньора де Кабрера и Рибейра, графа Трастамара, Лемоса и Сарриа.
- Альфонсо Перес де Гусман (? — ?), 2-й сеньор де Аямонте, Лепе и Ла-Радондела, второй сын предыдущего и Беатрис де Кастилия и Понсе де Леон.
- Хуан Алонсо Перес де Гусман (1410 — декабрь 1468), 3-й сеньор де Аямонте, Лепе и Ла-Редондела, 6-й сеньор де Санлукар, 3-й граф де Ньебла и 1-й герцог де Медина-Сидония, сын сын Энрике Переса де Гусмана-и-Кастилья (1371—1436), 2-го графа Ньебла (1396—1436), от первого брака с Терезой Суарес де Фигероа-и-Ороско, сеньоры де Эскамилья, дочери Лоренцо Суареса де Фигероа (1345—1409), магистра Ордена Сантьяго.
- Тереза Перес де Гусман и Гусман (? — ?), 4-я сеньора де Аямонте, Лепе и Ла-Редондела, внебрачная дочь предыдущего и Терезы или Эльвиры де Гусман, дочери 2-го сеньора де Аямонте.
- Педро де Суньига и Манрике де Лара (1430—1484), 4-й сеньор-консорт де Аямонте, Лепе и Ла-Редондела, 1-й граф де Аямонте, 9-й сеньор де Хибралеон и 2-й граф де Баньярес. Сын Альваро де Суньиги и Гусмана, 1-го герцога де Аревало, затем 1-го герцога де Бехар и 1-го герцога де Пласенсия, и Леонор Манрике де Лара и Кастилия, дочери Педро Манрике де Лары и Мендосы, 8-го сеньора де Амуско.

## Графство де Аямонте
Титул графа де Аямонте был создан в 1475 году королевой Кастилии Изабеллой I для Педро де Суньиги и Манрике де Лары (1430—1484), 9-го сеньора де Хибралеон и 2-го графа де Баньярес, 4-го сеньора-консорта де Аямонте, Лепе и Ла-Редондела, сына Альваро де Суньиги и Гусмана (1410—1488), 3-го сеньора и 1-го герцога де Бехар, 1-го герцога де Аревало, 2-го графа де Пласенсия и 1-го герцога де Пласенсия, 1-го графа де Баньярес, 8-го сеньора де Хибралеон, и его первой супруги, Леонор Манрике де Лары. Педро де Суньига и Манрике де Лара был женат на Терезе Перес де Гусман и Гусман, 4-й сеньора де Аямонте, Лепе и Ла-Редондела.
- Педро де Суньига и Манрике де Лара (1430—1484), 4-й сеньор-консорт де Аямонте, Лепе и Ла-Редондела, 1-й граф де Аямонте, 9-й сеньор де Хибралеон и 2-й граф де Баньярес.
- Франсиско де Суньига и Перес де Гусман[исп.] (ок. 1460 — 26 марта 1525), 2-й граф и 1-й маркиз де Аямонте. Второй сын предыдущего и Терезы Перес де Гусман и Гусман, 4-й сеньоры де Аямонте.

## Маркизы де Аямонте
Титул маркиза де Аямонте был создан в 1521 году королем Испании Карлом I для Франсиско де Суньиги и Переса де Гусмана, 2-го графа де Аямонте, второго сына Педро де Суньиги и Манрике де Лары, 1-го графа де Аямонте.
- Франсиско де Суньига и Перес де Гусман[исп.] (ок. 1460 — 26 марта 1525), 2-й граф и 1-й маркиз де Аямонте. Второй сын Педро де Суньиги и Манрике де Лары, 1-го графа де Аямонте, и Терезы перес де Гусман, 4-й сеньоры де Аямонте.

- Тереза де Суньига и Манрике де Кастро (ок. 1500 — 25 ноября 1565), 3-я герцогиня де Бехар, 3-я герцогиня де Пласенсия, 2-я маркиза де Хибралеон, 2-я маркиза де Аямонте и 4-я графиня де Баньярес. Дочь предыдущего и Леонор Манрике де Лара и Кастро (ок. 1460—1536).

- Антонио де Суньига Гусман и Сотомайор[исп.] (ок. 1523 — 20 апреля 1583), 3-й маркиз де Аямонте, сын предыдущей и Алонсо Франсиско де Суньиги и Сотомайора (1498—1544), 5-го графа де Белалькасар.

- Франсиско де Гусман и Сотомайор Суньига и Кордова (? — ?), 4-й маркиз де Аямонте. Сын предыдущего и Анны Фернандес де Кордовы.

- Франсиско Антонио де Гусман и Сотомайор (? — 1648), 5-й маркиз де Аямонте. Сын предыдущего и Анны Фелисы де Суньиги и Сармьенто (1570—1591)

- Брианда де Суньига Сармьенто де ла Серда и Гусман (? — 1627), 6-я маркиза де Аямонте, сестра предыдущего.

- Мануэль Луис де Гусман и Манрике де Суньига (? — ?), 7-й маркиз де Аямонте, 4-й маркиз де Вильяманрике. Сын Мельчора де Гусмана и Сандоваля и Луизы Хосефы Манрике де Суньига, 3-й маркизы де Вильяманрике.

- Мельчор де Гусман Осорио Давила Манрике де Суньига (? — 15 апреля 1710), 8-й маркиз де Аямонте, 12-й маркиз де Асторга. Сын предыдущего и Анны Давилы и Осорио (? — 1692), 11-й маркизы де Асторга и 5-й маркизы де Велада.

- Анна Николаса де Гусман Осорио Давила и Манрике де Суньига (? — 1762), 9-я маркиза де Аямонте, 5-я герцогиня де Медина-де-лас-Торрес, 4-я герцогиня де Атриско, 13-я маркиза де Асторга, 7-я маркиза де Велада, 6-я маркиза де Вильяманрике и 6-я графиня де Сальтес. Дочь предыдущего и Марии Анны Фернандес де Кордовы.

- Вентура Антонио Осорио де Москосо и Гусман Давила и Арагон (1707 — 29 марта 1734), 10-й маркиз де Аямонте, 6-й герцог де Санлукар-ла-Майор, 5-й маркиз де Леганес, 14-й маркиз де Асторга, 8-й маркиз де Велада, 7-й маркиз де Вильяманрике, 7-й граф де Асналькольяр, 6-й маркиз де Майрена, 7-й граф де Сальтес.

- Вентура Осорио де Москосо и Фернандес де Кордова (1732 — 6 января 1776), 11-й маркиз де Аямонте, 15-й маркиз де Асторга, сын предыдущего и Буэнавентуры Фернандес де Кордовы и де Арагон (1712—1768), 11-й герцогини де Сесса.

- Висенте Хоакин Осорио де Москосо и Гусман (17 января 1756 — 26 августа 1816), 12-й маркиз де Аямонте, 16-й маркиз де Асторга. Сын предыдущего и Марии де ла Консепсьон де Гусман и Фернандес де Кордовы (1730—1776)

- Висенте Изабель Осорио де Москосо и Альварес де Толедо (19 ноября 1777 — 31 августа 1837), 13-й маркиз де Аямонте, герцог де Сесса. Сын предыдущего и Марии Игнасии Альварес де Толедо и Гонзага (1757—1795).

- Висенте Пио Осорио де Москосо и Понсе де Леон (22 июля 1801 — 22 февраля 1864), 14-й маркиз де Аямонте, 13-й граф де Альтамира. Сын предыдущего и Марии дель Кармен Понсе де Леон и Карвахаль (1780—1813), 6-й герцогини де Монтемар (1780—1813).

- Луис Осорио де Москосо и Бурбон (11 февраля 1849 — 19 апреля 1924), 15-й маркиз де Аямонте, 20-й граф де Кабра. Внук предыдущего, сын Хосе Марии Осорио де Москосо и Карвахаля (1828—1881), 18-го герцога де Македа, и Луизы Терезы де Бурбон, инфанты Испании (1824—1900).

- Хосе Мария Осорио де Москосо и Карвахаль (12 апреля 1828 — 5 ноября 1881), 16-й маркиз де Аямонте, 18-й герцог де Македа. Сын Висенте Пио Осорио де Москосо и Понсе де Леона, 15-го графа де Альтамира (1801—1864), и Марии Луизы де Карвахаль и де Керальт (1804—1843).

- Мария дель Перпетуо Сокорро Осорио де Москосо и Рейносо (30 июня 1899 — 20 октября 1980), 17-я маркиза де Аямонте, 20-я маркиза де Асторга. Старшая дочь Франсиско де Асис Осорио де Москосо и Иордан дн Уррьеса, 19-го маркиза де Асторга (1874—1952), от первого брака с Марией Долорес де Рейносо и Керальт, 12-й графиней де Фуэнклара (1880—1905).

- Фернандо Барон и Осорио де Москосо (3 ноября 1923 — 13 января 1988), 18-й маркиз де Аямонте, 24-й граф де Кабра. Второй сын Леопольдо Барона и Торреса (1890—1952) и Марии дель Перпетуо Сокорро Осорио де Москосо и Рейносо, 20-й маркизы де Асторги (1899—1980).

- Мария дель Пилар Палома де Касанова-Карденас и Барон (род. 11 мая 1947), 19-я маркиза де Аямонте, 12-я герцогиня де Македа, 22-я маркиза де Асторга, маркиза де ла Вилья-де-Сан-Роман, графиня де Кабра, графиня де Монтеагуадо-де-Мендоса и графиня де Вальеэрмосо, баронесса де Линьола, грандесса Испании. Старшая дочь Бальтазара де Казанова-Карденас и де Феррера (1918—2006) и Марии де лос Долорес Барон и Осорио де Москосо, 22-й герцогини де Македа (1917—1989)
  - Супруг с 1975 года Франсиско Хосе Лопес-Бесерра де Соле и Мартин де Варгас, сеньор дель Солар-де-Техада, адвокат. У супругов было трое детей:
    - Мария де ла Соледад Симитрия Лопес-Басерра и де Казанова-Карденас (1976—2009), маркиза де ла Вега де ла Сагра, супруг — Франсиско Хавьер Линарес и де Медина из дома маркизов де Мехорада.
    - Альваро Лопес-Бесерра и де Казанова-Карденас (род. 1978), 27-й граф де Кабра, 4-й маркиз де Бельфуэрте, 19-й виконт де Иснахар, гранд Испании, супруга — Мария Анна Панкорбо и де Рато, внучка графа де Дюкен.
    - Менсия Лопес-Бесерра и де Казанова-Карденас (род. 1988), 18-я маркиза дель Сенете, грандесса Испании, супруга Франсиско Хавьера де Сааведры и Родригеса-Поматта.